# Automolis haematoessa
Automolis haematoessa là một loài bướm đêm thuộc phân họ Arctiinae, họ Erebidae.